# Lissocnemitis
Lissocnemitis é um gênero de mariposa pertencente à família Acrolepiidae.